# Segmento A

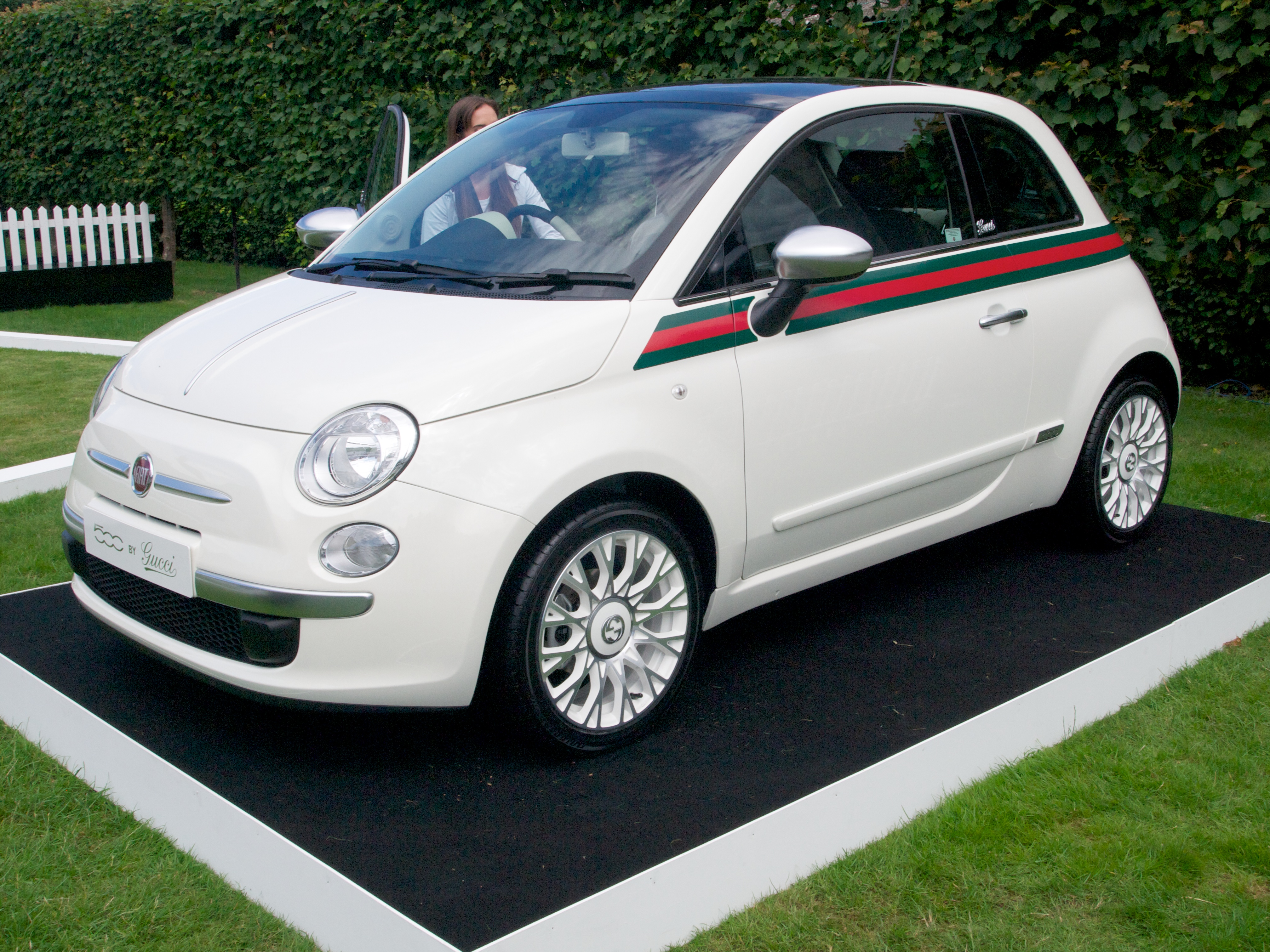
Fiat 500, un automóvil del segmento A con carrocería hatchback.

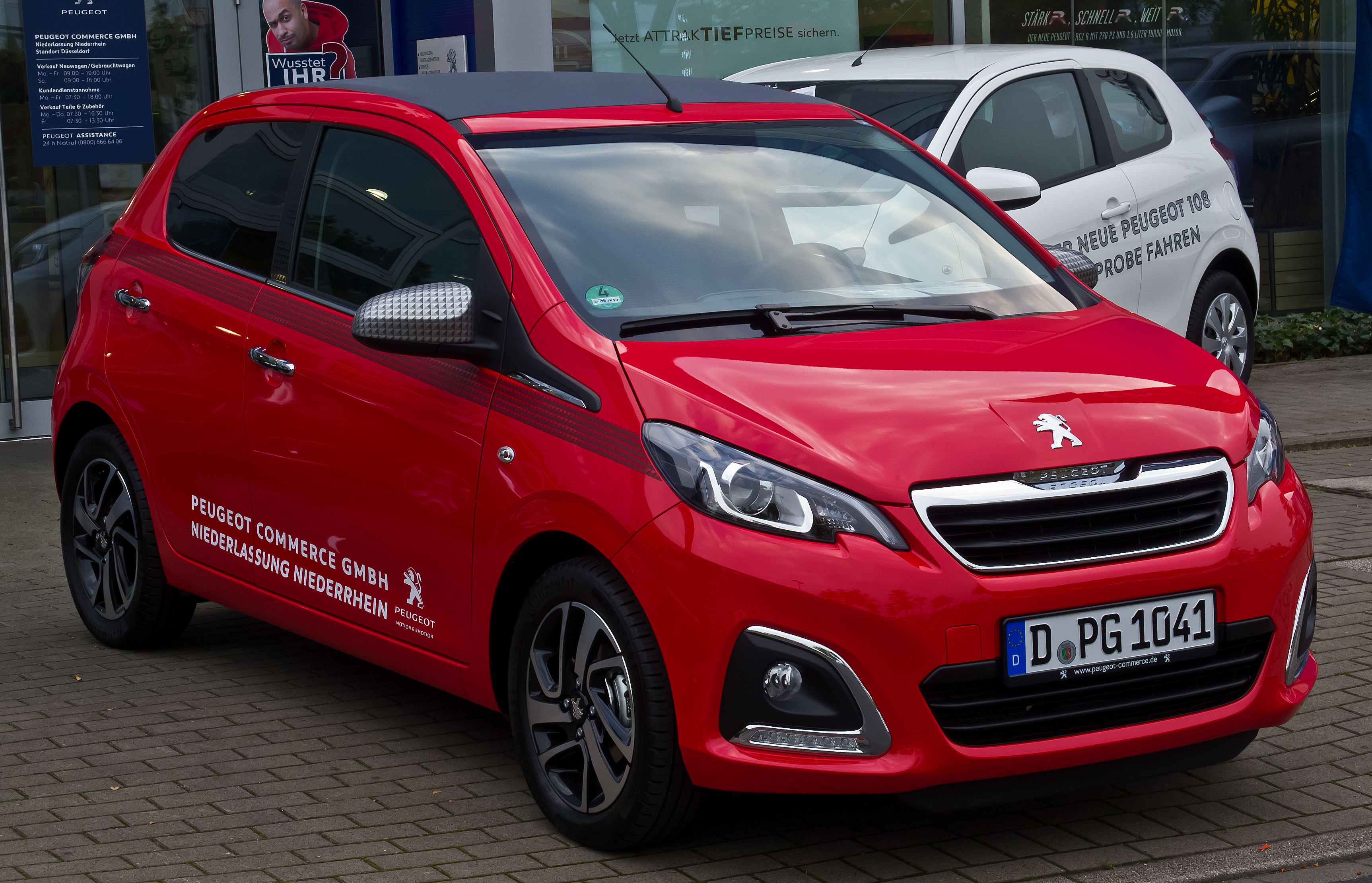
Peugeot 108 PureTech 82 TOP! Allure – Frontansicht, 6. Septiembre 2014.

El segmento A es un segmento de automóviles que se ubica por encima de los microcoches y por debajo del segmento B. Actualmente estos vehículos miden aproximadamente entre 3,30 m y 3,70 m de largo, y generalmente tienen espacio suficiente para cuatro adultos, a diferencia de un microcoche que solo tiene lugar para dos personas.
Salvo escasas excepciones, la carrocería es prácticamente siempre hatchback o monovolumen; en este último caso se denominan también "micromonovolúmenes". Los motores tienen a lo sumo cuatro cilindros y rara vez superan los 1,6 litros de cilindrada.
Los hatchback son denominados "Compactos Pequeños".
No hay designaciones específicas para nombrar a estos automóviles, sino que conviven varios términos como "automóviles (micro)urbanos", "ciudadanos", "utilitarios" o "pequeños". En Japón existe una categoría fiscal para estos automóviles denominada kei car, que determina entre otros aspectos una longitud menor a 3,40 m y una cilindrada inferior a 660 cc.